# Tambe
Tambe is een bestuurslaag in het regentschap Bima van de provincie West-Nusa Tenggara, Indonesië. Tambe telt 5819 inwoners (volkstelling 2010).